# Papudo
Papudo este un târg și comună din provincia Petorca, regiunea Valparaíso, Chile, cu o populație de 5.026 locuitori (2012) și o suprafață de 165,5 km2.